# Djurgårdens IF

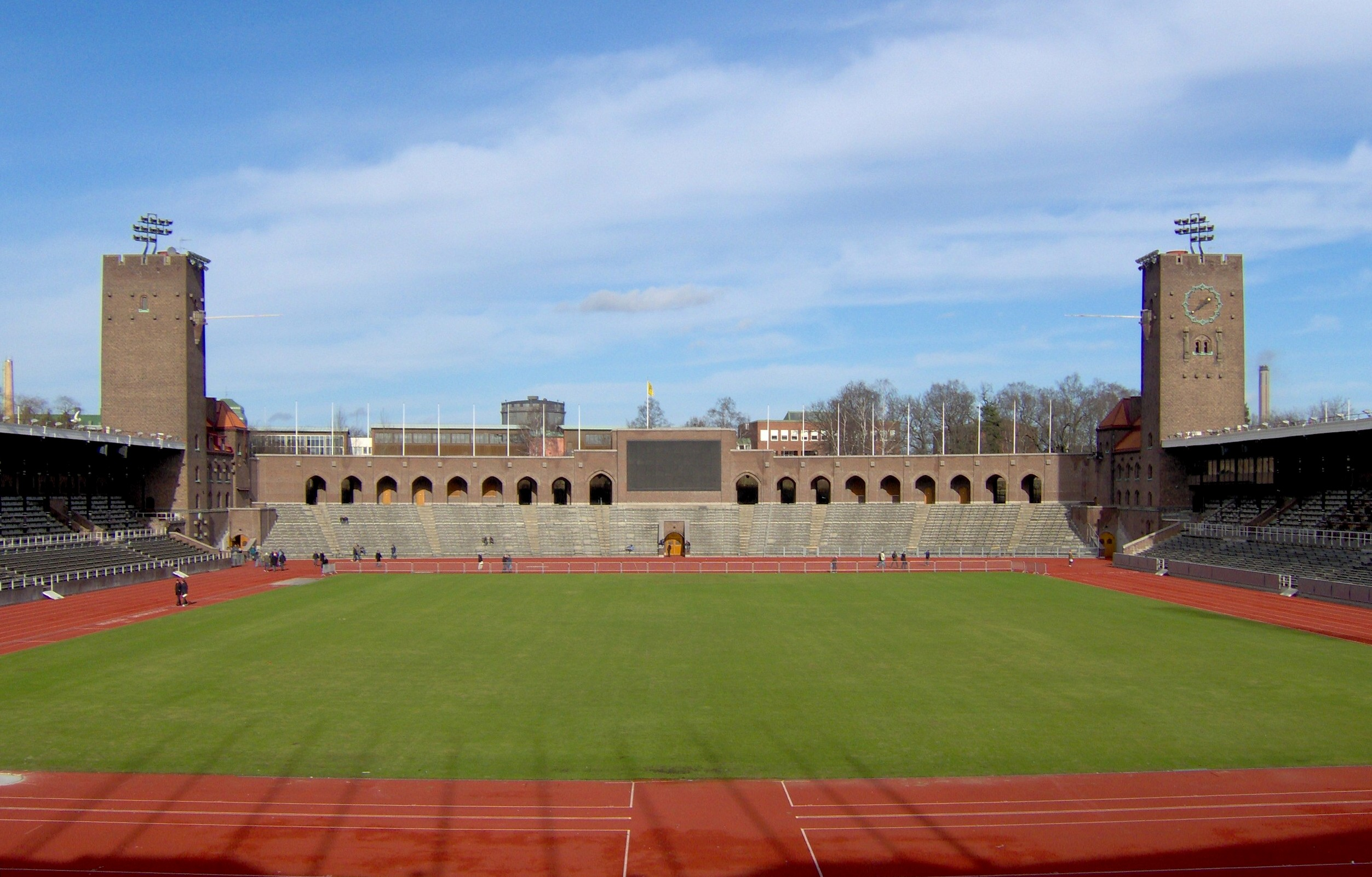
Stockholms Stadion

El Djurgårdens IF (pron. IPA: ['jʉ:(r)gɔɳ] or ['jʉ:rˌgoːɖɛn]) és un club suec de futbol de la ciutat d'Estocolm. Fundat el 1891 a l'illa de Djurgården, l'estadi del club és el Tele2 Arena, situat al districte de Johanneshov a Estocolm.

## Història

### Fundació i primers anys (1891-1951)
El club va ser fundat el 12 de març de 1891. Les seves seccions principals eren l'atletisme, el rem i l'esquí. En aquella època el futbol era un esport minoritari a Estocolm, principalment per la manca de camps disponibles. La situació va canviar amb l'obertura de l'Stockholms idrottspark (Parc Esportiu d'Estocolm) el 1896. Tres anys després, el 1899, el Djurgårdens IF es fundà la secció de futbol. Teodor Andersson, ex jugador del GAIS, va tenir un paper important en el desenvolupament de la secció. Originalment, els jugadors duien samarretes vermelles, però des del 1900 porten una samarreta de ratlles verticals blau cel i blau marí.
El Djurgårdens IF va arribar a la final del campionat suec per primera vegada el 1904, però va ser derrotat per Örgryte IS per 2 a 1. El club va haver d'esperar fins al 1912 per guanyar el seu primer títol de la lliga i venjar-se de l'Örgryte, guanyant 3 a 1 a la final. Aquesta victòria suposà l'inici del primer gran període del club, amb sis finals més fins al 1920, de les quals tres es van guanyar (1915, 1917 i 1920). Durant aquest període, el Djurgårdens IF es traslladà al Tranebergs Idrottsplats.
Quan es va crear el campionat de l'Allsvenskan el 1925, el Djurgårdens IF va jugar a la segona divisió. Va pujar breument a la primera divisió la temporada 1926-1927, però va tornar immediatament a la divisió inferior i fins i tot va descendir a la tercera divisió entre el 1929 i 1932. El club es va traslladar a l'Estadi Olímpic d'Estocolm després de la destrucció del Tranebergs IP el 1935. El seu retorn a la primera divisió el 1945 va anar acompanyat de resultats mediocres al principi, com la pitjor derrota de la seva història: 11-1 contra l'IFK Norrköping durant la temporada 1945-1946.

### Època daurada del club (1952-1969)
Sota la direcció del seleccionador anglès Frank Soo (1954-1955), el Djurgårdens IF va desenvolupar un joc físic que el va caracteritzar al llarg dels anys cinquanta i seixanta i va guanyar els seus primers campionats de l'Allsvenskan el 1955 i 1959. El club va baixar a la segona divisió el 1961, però va tornar a l'elit l'any següent i va guanyar dos nous títols el 1964 i el 1966. El jugador emblemàtic del club durant aquest període fou Gösta Sandberg, que va jugar 300 partits amb el club entre 1951 i 1966.

### Anys d'inestabilitat (1970-1998)
Després d'aquest pròsper període, el Djurgårdens IF va experimentar una mala ratxa durant els anys setanta, i finalment l'equip va acabar catorzè i últim a la lliga del 1981. Es va passar els quatre anys següents intentant tornar a l'elit i ho va aconseguir el 1985, però va descendir de nou l'any següent, el 1986. Amb l'entrenador Tommy Söderberg, el Djurgården va tornar a la primera divisió l'any següent i va arribar a la final del campionat el 1988, on va ser derrotat pel Malmö FF.
Després de la victòria a la Copa de Suècia del 1990, durant els anys 90 el club va passar sis temporades a primera divisió i quatre a segona. La situació financera també era preocupant: la secció de futbol tenia un deute de 10 milions de corones el 1998 i va estar a prop d'entrar en fallida.

### Segona època daurada (1999-present)
El nou mil·lenni començà de forma més satisfactòria a l'esport, amb una segona posició el 2001 seguit de sis trofeus en quatre anys: tres títols de lliga (2002, 2003 i 2005) i tres copes de Suècia (2002, 2004, 2005). Els anys 2000 són la millor dècada de la història del club. Tot i això, els resultats es mantenen mediocres a escala europea, el club mai va superar les rondes preliminars de la UEFA Champions League ni de la Copa de la UEFA.
Després de 13 anys sense aconseguir cap títol, el 10 de maig de 2018, el Djurgården va guanyar la Copa sueca marcant 14 gols i no concedint ni un únic gol en tot el campionat.
El 2019 van obtenir un nou títol de lliga després de catorze anys. Van aconseguir el títol l'últim partit de la temporada després d'un empat per 2-2 fora de casa contra l'IFK Norrköping.

## Jugadors destacats
Ordenats per any de debut al club (entre parèntesis):
- 1940s: Sigge Parling (1949).
- 1950s: Gösta 'Knivsta' Sandberg (1951), John 'Jompa' Eriksson (1951), Arne Arvidsson (1952), Ronney Pettersson (1958).
- 1960s: Tommy 'Baloo' Berggren (1968), Sven 'Svenne' Lindman (1965), Hans 'Tjalle' Mild.
- 1970s: Björn Alkeby (1971), Anders Grönhagen (1976), Vito Knezevic (1977), Gary Williams.
- 1980s: Teddy Sheringham (1985), Stefan Rehn (1986), Leif 'Leffe' Nilsson (1986).
- 1990s: Chic Charnley (1992), Magnus Pehrsson (1995), Markus Karlsson (1996), Mikael Dorsin (1999).
- 2000s: Andreas Johansson (2000), Andreas Isaksson (2001), Kim Källström (2002), Johan Elmander (2002), Jesper Blomqvist (2003), Fredrik Stenman (2003), Tobias Hysén (2004), Matias Concha (2004), Mattias Jonson (2005).

## Palmarès
- Campionat suec de futbol (12): 1912, 1915, 1917, 1920, 1954–55, 1959, 1964, 1966, 2002, 2003, 2005, 2019
  - Allsvenskan (8): 1954–55, 1959, 1964, 1966, 2002, 2003, 2005, 2019
  - Svenska Mästerskapet (4): 1912, 1915, 1917, 1920
- Svenska Cupen (5): 1989–90, 2002, 2004, 2005, 2018
- Corinthian Bowl (1): 1910
- Wicanderska Välgörenhetsskölden (4): 1907, 1910, 1913, 1915

## Secció d'hoquei gel
La secció d'hoquei gel del Djurgårdens IF va ser creada l'any 1922. Juga al pavelló Hovet amb capacitat per a 8.500 espectadors. Ha guanyat el campionat suec els anys 1926, 1950, 1954, 1955, 1958, 1959, 1960, 1961, 1962, 1963, 1983, 1989, 1990, 1991, 2000, 2001. Jugadors destacats han estat: 
- Roland Stoltz
- Sven Tumba
- Jens Öhling
- Lasse Björn
- Håkan Södergren
- Mikael Johansson
- Thomas Eriksson

## Secció d'handbol
La secció d'handbol del Djurgårdens IF va ser creada l'any 1934. Juga al pavelló Eriksdalshallen.